# NGC 3054
NGC 3504は、うみへび座の方角にある中間渦巻銀河である。1859年にクリスチャン・H・F・ピーターズが発見した。2006年1月、NGC 3504の中で超新星(SN 2006T)が観測された。恐らく、NGC 2935と同じ銀河団に属する可能性がある。